# Unión Deportiva Ibiza
La Unión Deportiva Ibiza, S. A. D. es un equipo de fútbol español de la ciudad de Ibiza fundado en 2015, en las Islas Baleares, España. En la  temporada 2024-25, participa en el Grupo II de la Primera Federación, la tercera categoría del fútbol español. Disputa sus encuentros como local en el Estadio Palladium Can Misses, inaugurado en 1991 y con una capacidad actual para 6 500 espectadores.

## Historia
El equipo fue fundado en el verano de 2015 por un grupo de empresarios encabezado por Amadeo Salvo, que depositaron 60 000 euros en la Federación Balear de Fútbol para saldar la deuda federativa que había dejado la extinta Unión Deportiva Ibiza-Eivissa y así poder usar su nombre, acogiéndose al artículo 100 del Reglamento el cual indica que, transcurridos cinco años, se puede emplear la denominación de un club extinto satisfaciendo su deuda con el máximo órgano futbolístico territorial. Su uniforme era completamente rojo. En la temporada 2016-17 cambia de indumentaria pasando a camisa celeste y pantalón blanco y asciende a Tercera División. En junio de 2017 absorbe al Ciudad de Ibiza Club de Fútbol y debuta en Tercera División, categoría en la que sólo milita un año ya que, a pesar de caer derrotada en la última eliminatoria de ascenso contra el Atlético Levante, la inhabilitación del Lorca F. C. por parte de la RFEF permite al equipo adquirir una plaza para jugar por primera vez en Segunda División B.
El primer año en Segunda B es notable. El equipo empieza dubitativo pero, a partir de diciembre, consigue una racha de resultados brillantes que le lleva a acabar la temporada a sólo tres puntos de la promoción de ascenso. La campaña siguiente empieza con la misma tónica de buenos resultados, el club se aúpa a las posiciones de promoción tras la tercera jornada y ya no vuelve a abandonar dichas posiciones, la liga regular se ve súbitamente paralizada por la pandemia del Covid-19, dando lugar a la finalización temprana de esta, a falta de 10 jornadas por disputar, y estando el segundo a dos puntos del Atlético Baleares, siendo este primero. La Federación creó un Play-off express para ascender a la categoría de plata, los cuatro primeros de cada grupo, en sede neutral y a partido único. La U. D. Ibiza se mediría el 18 de julio de 2020 a las 20h en el estadio Ciudad de Málaga contra la U.E Cornellà, cayendo por 1-2 ante estos y siendo eliminado del nuevo play off. Para la campaña 2020-21 se mantuvo en 2B. El 5 de enero de 2021 dio la sorpresa al eliminar al Real Club Celta de Vigo de la Copa del Rey de fútbol 2020-21 con un marcador de 5-2.
El 13 de abril de 2021 se convierte en Unión Deportiva Ibiza, Sociedad anónima deportiva
La tercera y última temporada en Segunda B fue celebrada de una manera diferente de la habitual como consecuencia de la pandemia, la división se jugó en tres etapas: la primera fase regular; una segunda etapa de ascenso a Segunda División, promoción a Primera RFEF o permanencia en Segunda RFEF; y posteriormente los play-offs de ascenso. Debido a estas modificaciones los equipos de la categoría fueron repartidos en subgrupos con 10 u 11 equipos para agilizar la competición. La U. D. Ibiza fue colocada en el Subgrupo III-B junto con clubes de la Comunidad Valenciana y las Islas Baleares.  La primera etapa concluyó con la U. D. Ibiza como líder de su subgrupo con 40 puntos producto de 12 victorias, cuatro empates y dos derrotas, con estos números se clasificó a la fase previa a la eliminatoria de ascenso. En la segunda etapa, el club superó a equipos de la talla del Barcelona "B", F. C. Andorra, Gimnàstic de Tarragona, Alcoyano y Villarreal "B", por lo que consiguió el campeonato del grupo y su clasificación para los play-offs que tuvieron lugar en Extremadura. Los buenos números conseguidos en la temporada permitieron que la Unión pasara de ronda con un empate a cero goles ante el Real Madrid Castilla y de esta forma acceder a la final por la promoción de categoría, finalmente, en el partido por el ascenso a Segunda División celebrado en el Estadio Nuevo Vivero de Badajoz, la Unión Deportiva Ibiza derrotó por 1-0 a la UCAM Murcia y de esta forma el club ibicenco consiguió acceder a la categoría de plata por primera vez en su historia y en apenas seis años desde su fundación.
En la primera temporada en el fútbol profesional, la U. D. Ibiza no pasa demasiados apuros para salvar la categoría. 

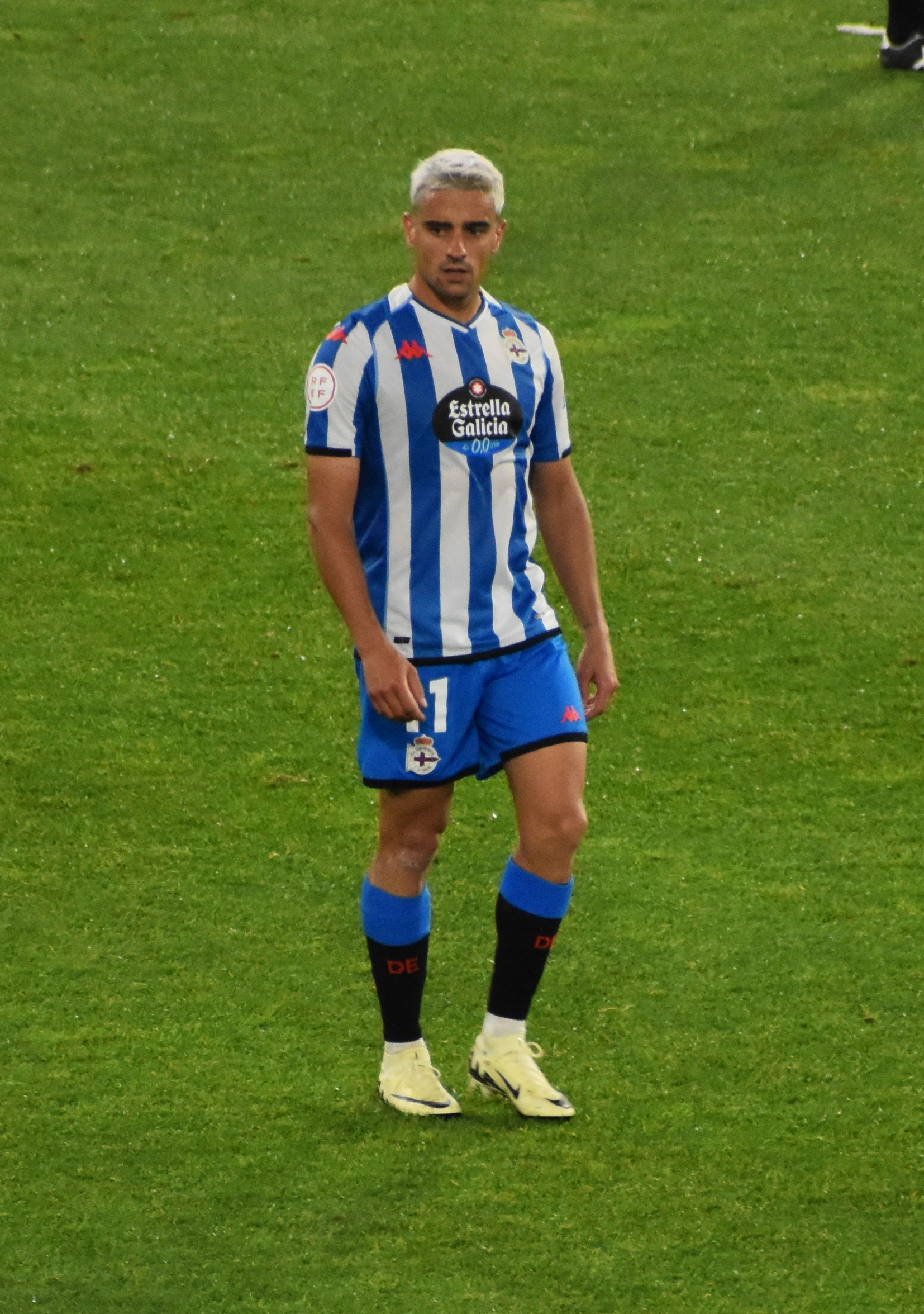
Davo, jugador de la U. D. Ibiza entre 2020 y 2022.

En la temporada 2022-23, la estructura deportiva del club introduce diferentes variables impulsadas con la llegada de Miguel Ángel Gómez a la Dirección Deportiva en un intento de profesionalizar los diferentes estamentos de la entidad celeste. Sin embargo, los resultados deportivos no acompañan a pesar de los cuatro entrenadores que pasan por el banquillo del Ibiza durante esa temporada (Javier Baraja, Juan Antonio Anquela, Carlos Sánchez y Lucas Alcaraz) y el Club sufre el primer descenso de su historia. 
En la temporada 2023-24, Amadeo Salvo confía en Juan Giménez como responsable del área de fútbol y en Guillermo Fernández Romo como entrenador, el cual fue cesado el 29 de abril tras perder 3-1 frente al Antequera

## Estadio
El Ibiza juega en el Palladium Can Misses, inaugurado en 1991 y con capacidad para 10 000 espectadores. Actualmente el aforo del campo está reducido a 4500 espectadores. El estadio se amplió el 22 de enero de 2020 en 1945 localidades más, un total de 6000, usando gradas supletorias para albergar el partido de dieciseisavos de final de la Copa del Rey, contra el F. C. Barcelona, que quedaron ya instaladas durante el resto de temporada
Es de césped natural, después de la última reforma, cuenta con una gradería cubierta, dónde se encuentran el palco y la tribuna (Tribuna Norte y Tribuna Sur). La otra zona de grada es descubierta y con reposaespaldas, Grada General, que también se divide en General Norte y General Sur.
Desde la ampliación, cuenta además con 2 gradas supletorias en uno de los laterales del campo: Es Vedrà Norte y Es Vedrà Sur.

## Uniforme
- Uniforme titular: Camisa celeste, pantalón blanco, medias celestes.
- Uniforme visitante: Camisa negra con franja celeste, pantalón negro, medias negras.
- Uniforme terciario: Camisa amarilla, pantalón amarillo, medias amarillas.

## Organigrama directivo
- Presidente: Amadeo Salvo Lillo.
- Vicepresidente: Abelardo Salvo Lillo.
- Tesorero: David Salvo Lillo.
- Secretario: Estanislao Guillot Sánchez.
- Vocal: Miguel Antón Alcaide.
- Director General: Carlos Ausell

## Organigrama deportivo

### Plantilla y cuerpo técnico
- En 1.ª y 2.ª desde la temporada 1995-96 los jugadores con dorsales superiores al 25 son, a todos los efectos, jugadores del filial y como tales, podrán compaginar partidos con el primer y segundo equipo. Como exigen las normas de la LFP, los jugadores de la primera plantilla deberán llevar los dorsales del 1 al 25. Del 26 en adelante serán jugadores del equipo filial.
- Como exigen las normas de la RFEF desde la temporada 2019-20 en 2.ª B y desde la 2020-21 para 3.ª, los jugadores de la primera plantilla deberán llevar los dorsales del 1 al 22, reservándose los números 1 y 13 para los porteros y el 25 para un eventual tercer portero. Los dorsales 23, 24 y del 26 en adelante serán para los futbolistas del filial, y también serán fijos y nominales.[11]
- Un canterano debe permanecer al menos tres años en edad formativa en el club (15-21 años) para ser considerado como tal.[12][13] Un jugador de formación es un jugador extranjero formado en el país de su actual equipo entre los 15 y 21 años (Normativa UEFA).
- Según normativa UEFA, cada club solo puede tener en plantilla un máximo de tres jugadores extracomunitarios que ocupen plaza de extranjero. La lista incluye solo la principal nacionalidad de cada jugador. Algunos de los jugadores no europeos tienen doble nacionalidad de algún país de la UE:

## Entrenadores
1. Juan Ibáñez "Buti",[14][15]  2015-2017
2. David Porras,[16][17] 2017
3. Toni Amor,[18][19]  2017-2018
4. Francisco Rufete,[20][21] 2018
5. Ñoño Méndez,[22][23]  2018
6. Andrés Palop,[24][25]  2018-2019
7. Pablo Alfaro,[26][27]  2019-2020
8. Juan Carlos Carcedo,[28][29]  2020-2021
9. Paco Jémez,[30][31]  2021-2022
10. Javier Baraja, 2022[32]
11. Juan Antonio Anquela, 2022
12. Lucas Alcaraz, 2022-2023[33]
13. Guillermo Fernández Romo, 2023-2024[34]
14. Onésimo Sánchez, 2024-2024[35]
15. José Luis Martí,  2024-2024
16. Paco Jemez, 2024-Act

## Datos del club
- Temporadas en Segunda División: 2 (incluida la temporada 2022-23).
- Temporadas en Segunda División B: 3 .
- Temporadas en Tercera División: 1.
- Temporadas en Regional Preferente de Ibiza-Formentera: 2.
- Temporadas en Copa del Rey: 4 (incluida la temporada 2022-23).

### Palmarés

#### Torneos nacionales
- Campeón de Segunda División B G.III (1): 2020-21

#### Torneos regionales
- Campeón de Regional Preferente de Ibiza-Formentera (1): 2016-17

### Trayectoria temporada a temporada
| Temporada | Categoría                               | Liga | Copa | Notas                                           |
| --------- | --------------------------------------- | ---- | ---- | ----------------------------------------------- |
| 2015-16   | Regional Preferente de Ibiza-Formentera | 4.º  |      |                                                 |
| 2016-17   | Regional Preferente de Ibiza-Formentera | 1.º  |      | Primer ascenso a 3.ª División                   |
| 2017-18   | 3.ª División (Grupo XI)                 | 3.º  |      | Primer ascenso a 2.ª División B                 |
| 2018-19   | 2.ª División B (Grupo IV)               | 6.º  |      |                                                 |
| 2019-20   | 2.ª División B (Grupo I)                | 2.º  | 1/16 | Primera participación en Copa del Rey de fútbol |
| 2020-21   | 2.ª División B (Grupo III → Subgrupo B) | 1.º  | 1/16 | Primer ascenso a 2.ª División                   |
| 2021-22   | 2.ª División                            | 15.º | 1/32 |                                                 |
| 2022-23   | 2.ª División                            | 21.º | 1/32 | Primer descenso de 2.ª División                 |
| 2023-24   | 1.ª Federación                          | 4.º  | 1/64 |                                                 |
| 2024-25   | 1.ª Federación                          | ?.º  | 1/64 |                                                 |

```
Leyenda
:

: Ascenso de categoría

: Descenso de categoría

: Descenso administrativo

: Retirado de la competición
```

### Participaciones en Copa del Rey
Resultados en Copa del Rey:
| Temporada | Ronda                | Rival                          | Local       | Visitante | Global      |  |
| --------- | -------------------- | ------------------------------ | ----------- | --------- | ----------- |  |
| 2019-20   | 1/64                 | Pontevedra C. F.               |             | 2-0       | 2-0         |  |
| 2019-20   | 1/32                 | Albacete Balompié              | 1-1 → p 5-3 |           | 1-1 → p 5-3 |  |
| 2019-20   | 1/16                 | F. C. Barcelona                | 1-2         |           | 1-2         |  |
| 2020-21   | 1/64                 | S. D. Compostela               | 2-1 pr      |           | 2-1 pr      |  |
| 2020-21   | 1/32                 | R. C. Celta de Vigo            | 5-2         |           | 5-2         |  |
| 2020-21   | 1/16                 | Athletic Club                  | 1-2         |           | 1-2         |  |
| 2021-22   | 1/64                 | C. D. Brea                     |             | 2-0       | 2-0         |  |
| 2021-22   | 1/32                 | S. D. Ponferradina             |             | 1-2 pr    | 1-2 pr      |  |
| 2022-23   | Primera ronda (1/64) | C. D. Palencia Cristo Atlético |             | 2-0       | 2-0         |  |
| 2022-23   | Segunda ronda (1/32) | A. D. Ceuta F. C.              |             | 2-3       | 2-3         |  |
| 2023-24   | Primera ronda (1/64) | C. F. Villanovense             |             | 1-2       | 1-2         |  |
| 2024-25   | 1/64                 | U. B. Conquense                |             | 0-1       | 0-1         |  |

## Afición
- Peña Corsarios: Primera peña oficial de la U. D. Ibiza, y principal foco de animación en Can Misses.
- Peña Femers de Valencia (peña no oficial): Grupo de animadores del Valencia C. F. que desde Twitter apoyan al club ibicenco.
- Penya pagesa: Creada en la temporada 2019-20. Fácilmente reconocibles por sus sombreros típicos payeses.